# Anacasta
Anacasta är ett släkte av skalbaggar. Anacasta ingår i familjen långhorningar.
Kladogram enligt Catalogue of Life:
| Anacasta | \| \| Anacasta biplagiata \| \| \| \| \| \| Anacasta conspersa \| \| \| \| |
|          | \| \| Anacasta biplagiata \| \| \| \| \| \| Anacasta conspersa \| \| \| \| |
|          | Anacasta biplagiata                                                        |
|          |                                                                            |
|          | Anacasta conspersa                                                         |
|          |                                                                            |